# حسين منصور
حسين حسن منصور (1915 – 1995) سياسي ونائب لبناني سابق من منطقة البقاع الغربي اللبناني.

## ولادته ونشأته
ولد في العام 1915 ميلادي في راشيا من عائلة تعود أصولها إلى مشغرة في البقاع الغربي.
تلقى علومه الأولى في بلدته مشغرة على شيوخها وفي كتاتيبها، ثم انصرف إلى الأعمال التجارية التي نجح فيها.

## عمله
ساهم بشكل فعال في تأسيس بنك (بيروت الرياض) وكان رئيسا ومديرا عاما له لسنوات عديدة.
وكان مساهما وشريكا في عدة شركات كبرى أنذاك منها شركة إبراهيم وشركة تنمية الأرض والمياه.
إلى جانب ذلك شغل منصب عضو مجلس إدارة في عدة شركات، كما شغل منصب نيابة رئاسة جمعية أصحاب المصارف في لبنان عام 1937 ميلادي.

## في السياسة
بدأ حياته السياسية بالغنتساب إلى الحزب السوري القومي الاجتماعي، وكان أول من أدخل الحزب إلى بلدة مشغرة البقاعية.
اعتلقته السلطات الفرنسية أكثر من مرة وتعرّف في سجن (المية ومية) على معروف سعد، كما سجن مرات في سجن زحلة الفرنسي.

## في النيابة
انتخب نائبا عن محافظة البقاع (قضاء زحلة) في دورة العام 1960 ميلادي. وأعيد انتخابه عن نفس المقعد في دورات الأعوام 1964، 1968 و1972 ميلادي.
استمر نائبا بحكم قوانين التمديد بسبب الحرب الأهلية في لبنان حتى العام 1992 ميلادي.
في فترة نيابته كان عضوا في لجان الدفاع الوطني، التصميم العام، الأشغال والنقل، الشؤون الخارجية، الاقتصاد الوطني، والسياحة.
كان عضوا في الكتلة الشعبية البقاعية التي كان يرأسها جوزف سكاف.

## في الوزارة
- عُُيّن وزيرا في رئاسة الوزراء (وزير بدون حقيبة) في الأول من آب من العام 1960 في حكومة الرئيس صائب سلام.
- عُيّن وزيرا للتصميم العام في كانون الثاني من العام 1969، في حكومة الرئيس رشيد كرامي. ثم استقال بعد 3 أيام، فتم تعيين السيد محمد صفي الدين مكانه.

## من انجازاته
ينسب إليه الفضل في جر المياه من الشام إلى مقام السيدة زينب في دمشق.

## اسرته
تزوج من السيدة عناية منيمنة ولهما: حسان، سمير، حسانة، سمر، وهبة وريما.

## وفاته
توفي في العام 1995 ودُفن في بلدة مشغرة.